# Étienne Mendy
Pour les articles homonymes, voir Mendy.
Étienne Mendy est un footballeur français né le 14 juin 1969 à Saint-Quentin. Il jouait attaquant.

## Biographie
Le joueur demeure très apprécié par les supporters de l'AS Saint-Étienne, notamment à cause de son doublé inscrit lors de la saison 1993-94 face à l'ennemi lyonnais et une victoire 3-0 des Verts.
Lorsqu'il était joueur, les sélectionneurs du Sénégal, son pays d'origine, auraient voulu le faire jouer en équipe nationale mais il avait fait des apparitions avec l'équipe de France espoir, ce qui l'empêcha d'intégrer les Lions de la Teranga.
A l'arrêt de sa carrière professionnelle, il devient agent de joueur et intègre l'organisation "Mondial Foot". En 2004, il intègre la cellule de recrutement de l'Olympique de Marseille en parallèle de son métier d'agent.
En mai 2008, il refuse le poste de Directeur Sportif que lui ont proposé les dirigeants de l'ASSE, un de ses anciens clubs.
En septembre 2008, après l'élimination du Sénégal à la Coupe du monde 2010, il intègre l'encadrement de la sélection.

## Carrière

### Joueur
- 1987-1988 :  AS Beauvais
- 1989-1994 :  AS Saint-Étienne
- 1994-1996 :  FC Sochaux-Montbéliard
- 1996-1998 :  SM Caen
- 1998-2000 :  Nîmes Olympique

### Dirigeant
- 2004-2009 :  Olympique de Marseille (cellule de recrutement)
- 2008- :  Sénégal (coordinateur et encadrement)

## Statistiques
- Championnat de Division 1 : 174 matchs 46 buts
- Championnat de Division 2 : 114 matchs et 38 buts